# Fortification bastionnée
 (avril 2020).
Si vous disposez d'ouvrages ou d'articles de référence ou si vous connaissez des sites web de qualité traitant du thème abordé ici, merci de compléter l'article en donnant les références utiles à sa vérifiabilité et en les liant à la section « Notes et références ».

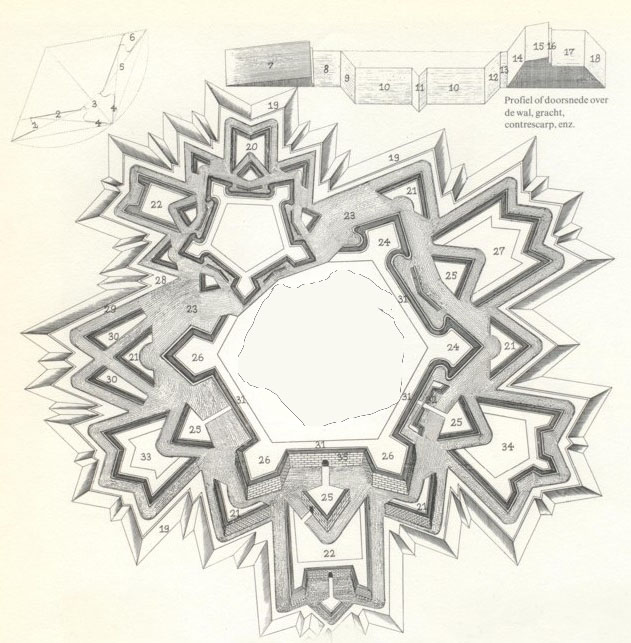
Éléments composant la fortification bastionnée : 1. flanc du bastion - 2. courtine - 3. gorge du bastion - 4. face du bastion - 5. ligne de feu - 6. capitale du bastion - 7. glacis - 8. chemin couvert - 9. contrescarpe - 10. fossé - 11. cunette - 12. escarpe - 15. parapet - 16. banquette - 18. mur interne - 19. glacis - 21. contre-garde - 22. ouvrage à cornes - 23. fossé - 24. bastion à orillons - 25. demi-lune ou ravelin - 26. bastion à flancs droits - 27. ouvrage à cornes - 28. place d'armes - 29. chemin couvert - 30. couvre-face - 31. courtine - 32. tenaille - 33. ouvrage à cornes - 34. ouvrage à couronne

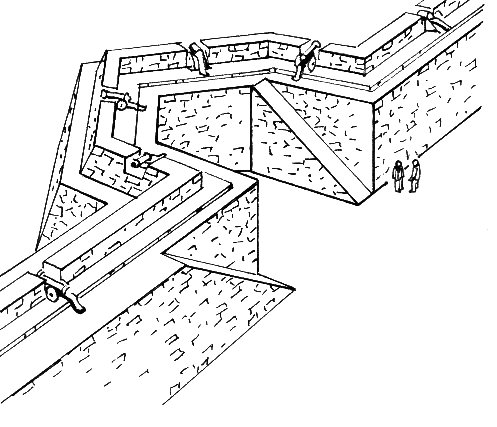
La forme pentagonale des bastions (composés de deux faces tournées vers la campagne, deux flancs perpendiculaires à la courtine, et une gorge tournée vers l'intérieur de la place) permet leur flanquement réciproque et limite les angles morts.

Coupe des fortifications Vauban, suivant la ligne capitale passant par une demi-lune.

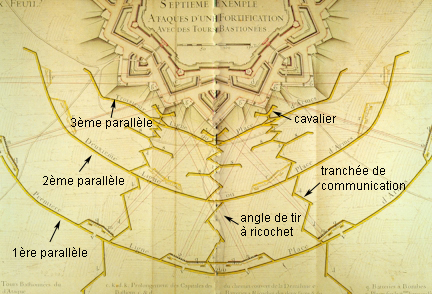
Dans son Traité de l'attaque des places (1704), Vauban décompose le siège d'une place à huit bastions en douze phases aux termes desquelles une ville doit se rendre, au plus tard en 48 jours. Pour ce type de place forte, on compte 600 hommes par bastion, ce qui nécessite de rassembler 45000 hommes pour l'assiéger.

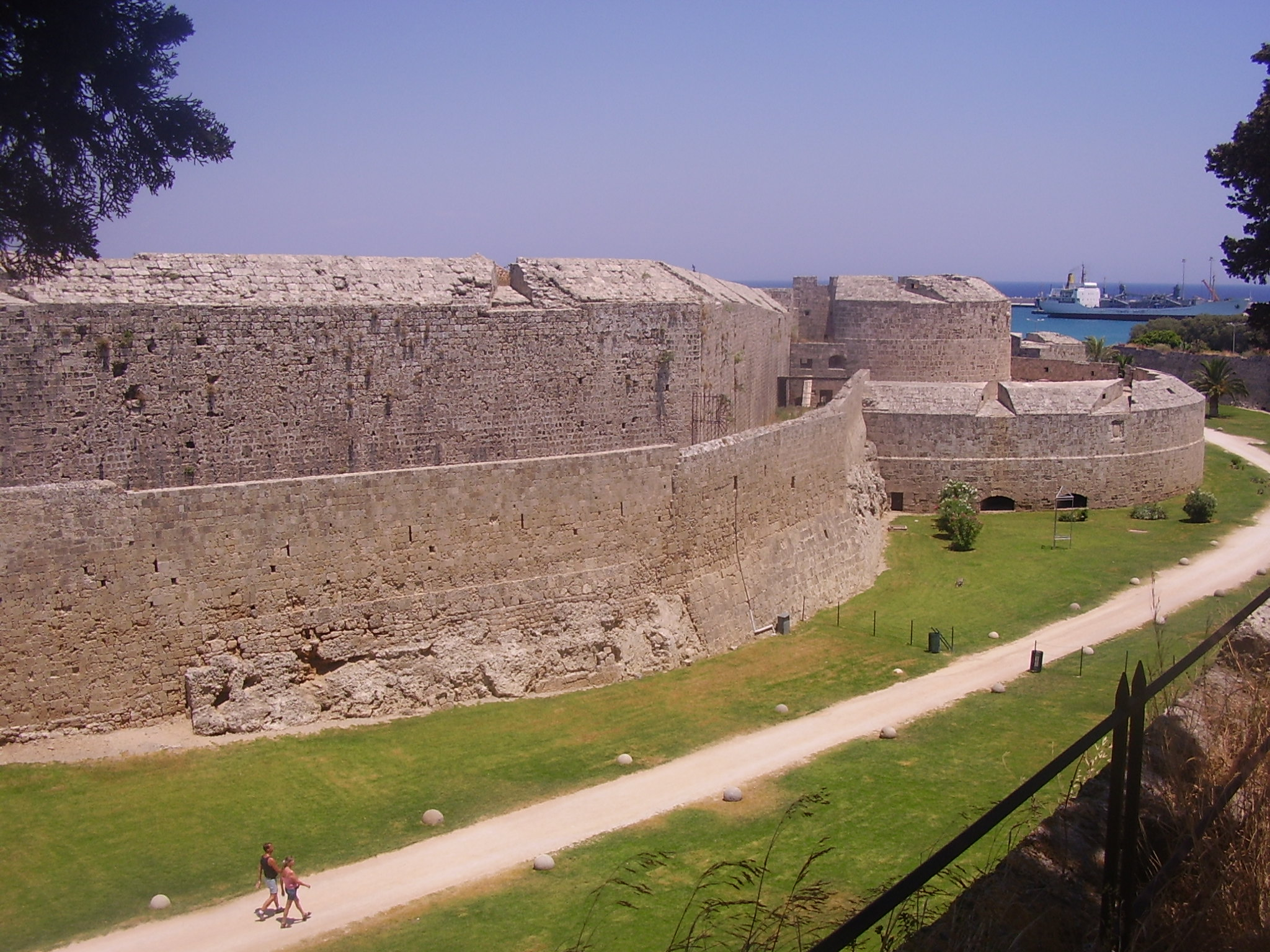
Fortifications à Rhodes (Grèce).

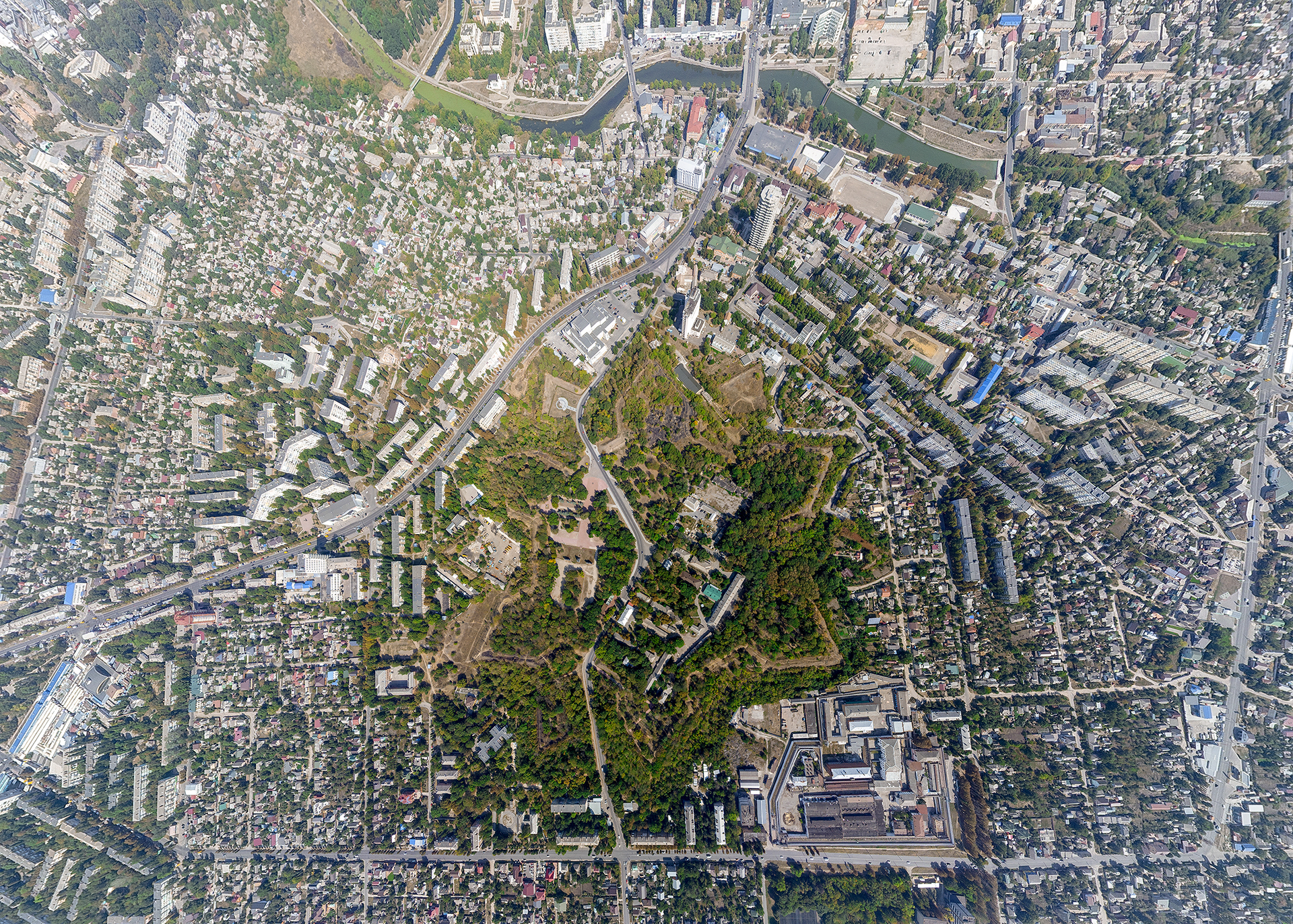
Fort Sainte-Élisabeth, Ukraine

La fortification bastionnée ou tracé à l'italienne (improprement traduit en trace italienne ; Fortificazione alla moderna en italien) est un type de fortification qui s'est développé en Europe lorsque l'artillerie rendit caduque la fortification médiévale.

## Histoire

### Origine et développement
L'enceinte circulaire passive qui dominait l'architecture militaire au Moyen Âge s'avérait vulnérable aux tirs de canon effectués de but en blanc. La forteresse bastionnée, au contraire, était un ouvrage bas sur l'horizon, formé de murs de soutènement à pans inclinés enserrant des bastions au profil remparé d'où l'assaillant pouvait être bombardé, lorsqu'il installait ses batteries, et, surtout, permettant le flanquement parfait des abords de l'enceinte. Avec ce système, il devenait très difficile de poster des canons frappant perpendiculairement la muraille : les boulets étaient déviés à l'impact, perdant une partie de leur énergie cinétique ; en outre, les défenseurs des bastions se couvraient les uns les autres, et pouvaient mieux viser les fossés. De nouveaux éléments architecturaux comme la demi-lune, l'ouvrage à cornes ou la contrescarpe, ainsi que les redoutes furent adjoints peu à peu à la conception initiale, donnant naissance à des structures symétriques complexes qui façonnèrent l'urbanisme de plusieurs villes européennes à l'époque moderne.
Les fortifications angulaires ou à plan en étoile se développèrent graduellement en Italie entre le milieu et la fin du XVe siècle sur la base des idées de plusieurs ingénieurs, dont Francesco di Giorgio Martini, Giuliano et Antonio da Sangallo, Michele Sanmicheli et Le Filarète.

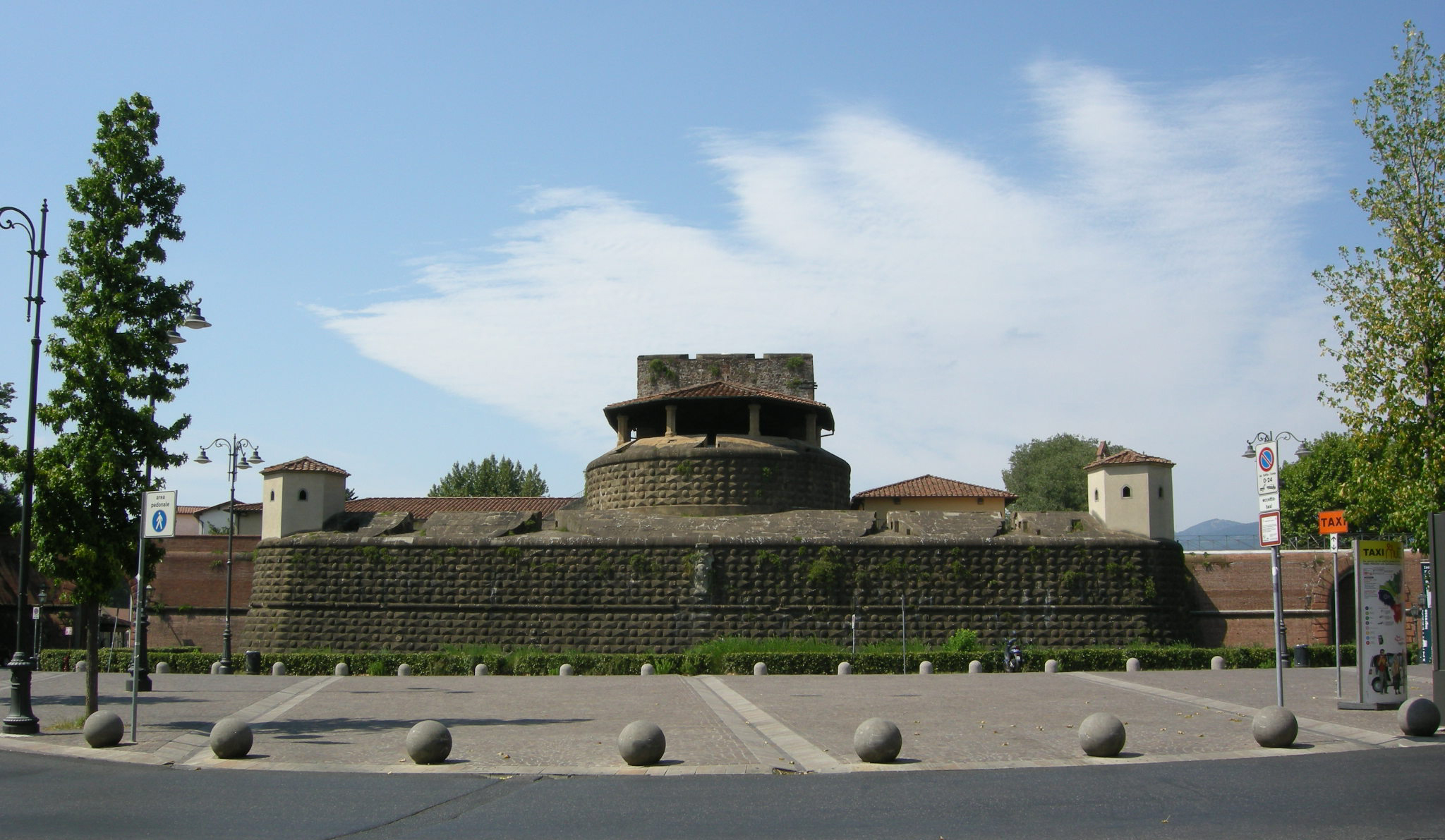
La Forteresse de Basso à Florence (Italie), construite à partir de 1534.

Cette mutation de l'architecture militaire prit naissance principalement en réaction aux multiples intrusions des Français dans la péninsule italienne. Dotée d'une artillerie considérable et moderne, l'armée française disposait à la fois de canons et de bombardes capables de détruire en l'espace de quelques jours des fortifications dont l'édification avait nécessité des années durant le Moyen Âge. Afin de déjouer la force de ces nouvelles armes, on construisit des remparts moins hauts (ils offraient ainsi moins de prise aux impacts) et plus épais. Devant la relative faiblesse de la maçonnerie aux impacts de projectiles en fer, ces remparts étaient désormais composites, mêlant remblais en terre et revêtement en maçonnerie. La maçonnerie était souvent faite de brique, un matériau offrant une meilleure résilience que les moellons de pierre. Une autre innovation capitale fut le bastion, une avancée de la muraille de plan pentagonal, dont les parements obliques permettaient un feu croisé sur les assaillants tout en déjouant la force des projectiles, dont seule une fraction de l'énergie accablait la muraille, par suite de l'angle d'impact. L'adjonction des bastions sur le pourtour des murailles engendra le plan en étoile, ou « tracé à l'italienne » ou « à la moderne ».
Les bastions mis en œuvre par Michel-Ange pour défendre les glacis en terre de Florence furent améliorés au XVIe siècle par Baldassarre Peruzzi et Vincenzo Scamozzi.

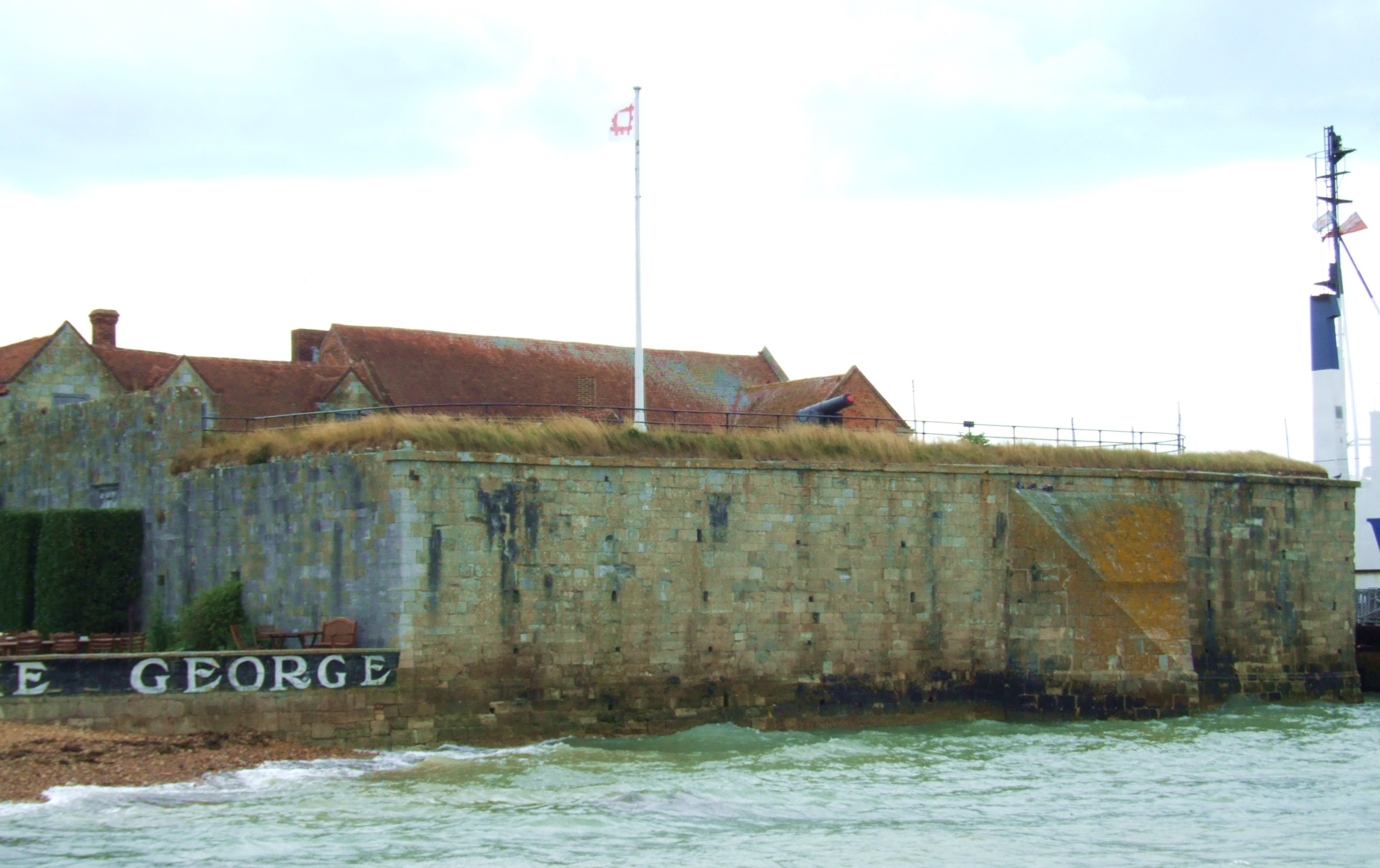
Le chateau de Yarmouth (Royaume-Uni), construit en 1546 est un des premiers bastions construits hors de l'Italie.

La nouvelle architecture militaire se diffuse hors d'Italie à partir des années 1530 et 1540 et poursuit son développement jusqu'au début du XVIIe siècle. Pendant trois siècles, constituée en système, elle sera la doctrine de base de la fortification, non seulement en Europe, mais dans presque toutes les colonies européennes outre-mer. Les ingénieurs italiens seront longtemps les seuls experts de ce système, et on les trouve employés dans toute l'Europe jusqu'au milieu du XVIIe siècle.
ffauche
Le « tracé à l'italienne » ou « tracé bastionné » atteint son apogée à la fin du XVIIe siècle avec les réalisations  des ingénieurs Menno van Coehoorn et Vauban :

« Les forteresses... se dotèrent de  demi-lunes et de redoutes, de bonnettes et de lunettes, de tenailles et tenaillons, de contre-gardes, de courtines, de cornes, de curvettes  et de fausse-brayes, de murs d'escarpe, de cordons, de banquettes et contrescarpes... toute une profusion baroque qui faisait les délices d'un Tristram Shandy »

— Charles Townsend,  The Oxford history of modern war 

Le tracé italien influença la morphologie de la cité idéale de la Renaissance : 

« La Renaissance est comme éblouie par un schéma urbain qui inspirera pendant un siècle et demi (du Filarète à Scamozzi) tous les plans de cités idéales : la ville en étoile »

—  Espace, temps, architecture, Siegfried Giedion
Dans son Traité de l'attaque des places (1704), Vauban développe une approche rationnelle du siège d'une fortification bastionnée décomposée en douze phases  successives, technique qui sera utilisée jusqu'au XIXe siècle. Cette méthode vise à réduire la longueur et le coût du siège en hommes, en matériel et en artillerie. Pour réduire les pertes humaines (« La sueur épargne le sang ! » selon sa maxime), Vauban préconise l'emploi des parallèles (tranchées parallèles au front attaqué, réunissant deux tranchées creusées en zigzag afin d'éviter les tirs d'enfilade) pour unifier la résistance aux sorties et y installer l'artillerie de manière à ne pas gêner l'attaque des colonnes d'assaut la nuit. Il préconise aussi de faire exécuter les brèches au canon dans le mur d'escarpe, plutôt que par les mines, dont l'installation au pied des murailles expose trop les assaillants, généralement des prisonniers à l'espérance de vie réduite à une dizaine de minutes lors de cette opération  (« Brûlons plus de poudre, versons moins de sang ! »). À son époque, les experts en poliorcétique estiment qu'il fallait près de 1 000 coups de canon pour faire une brèche dans cette fortification. Ce nouveau système de défense rend nécessaire l'utilisation d'armées attaquantes beaucoup plus nombreuses, ce qui impose un État centralisé,.

### Fin
Au XIXe siècle, l'apparition des obus changea la nature des dispositifs défensifs et la fortification bastionnée va être abandonnée au profit de la fortification polygonale.

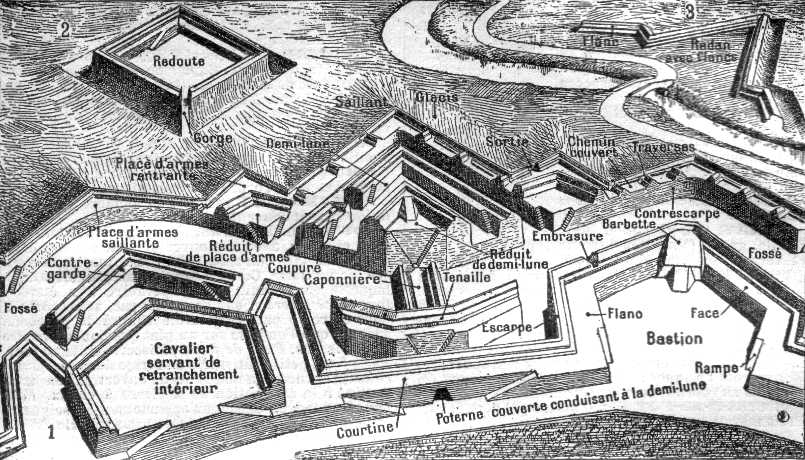
Quelques éléments structuraux de la fortification bastionnée (source : éditions Larousse, 1924).

## Principes
Le château fort médiéval, prédécesseur de la citadelle bastionnée, se dressait généralement au sommet de hautes collines. Du haut des tours et des remparts, on tirait des flèches sur les assaillants ; plus les postes de tirs étaient élevés, plus les projectiles portaient loin. L'assaillant pouvait tenter d'enfoncer une porte, grimper sur les remparts grâce à des échelles, ou enfin faire s'effondrer un rempart par un travail de sape ; dans tous les cas, les sièges étaient longs et coûteux, de sorte que les châteaux, forts de leur avantage défensif, contrôlaient les territoires.
Lorsque le canon de siège, devenu une arme mobile, bouleversa la stratégie militaire au XVe siècle, les ingénieurs entreprirent de disposer les remparts en retrait de fossés et d'y adosser des remblais profonds de façon à rendre impossible le tir direct, de loin le plus destructeur, et de rehausser les murs de revêtement de remblais, les courtines, qui absorbaient l'énergie d'impact des tirs plongeants. Lorsque les circonstances l'imposaient, comme au Fort Manoel à Malte, les « tranchées » étaient taillées à même le roc, et la roche elle-même faisait contrescarpe. 

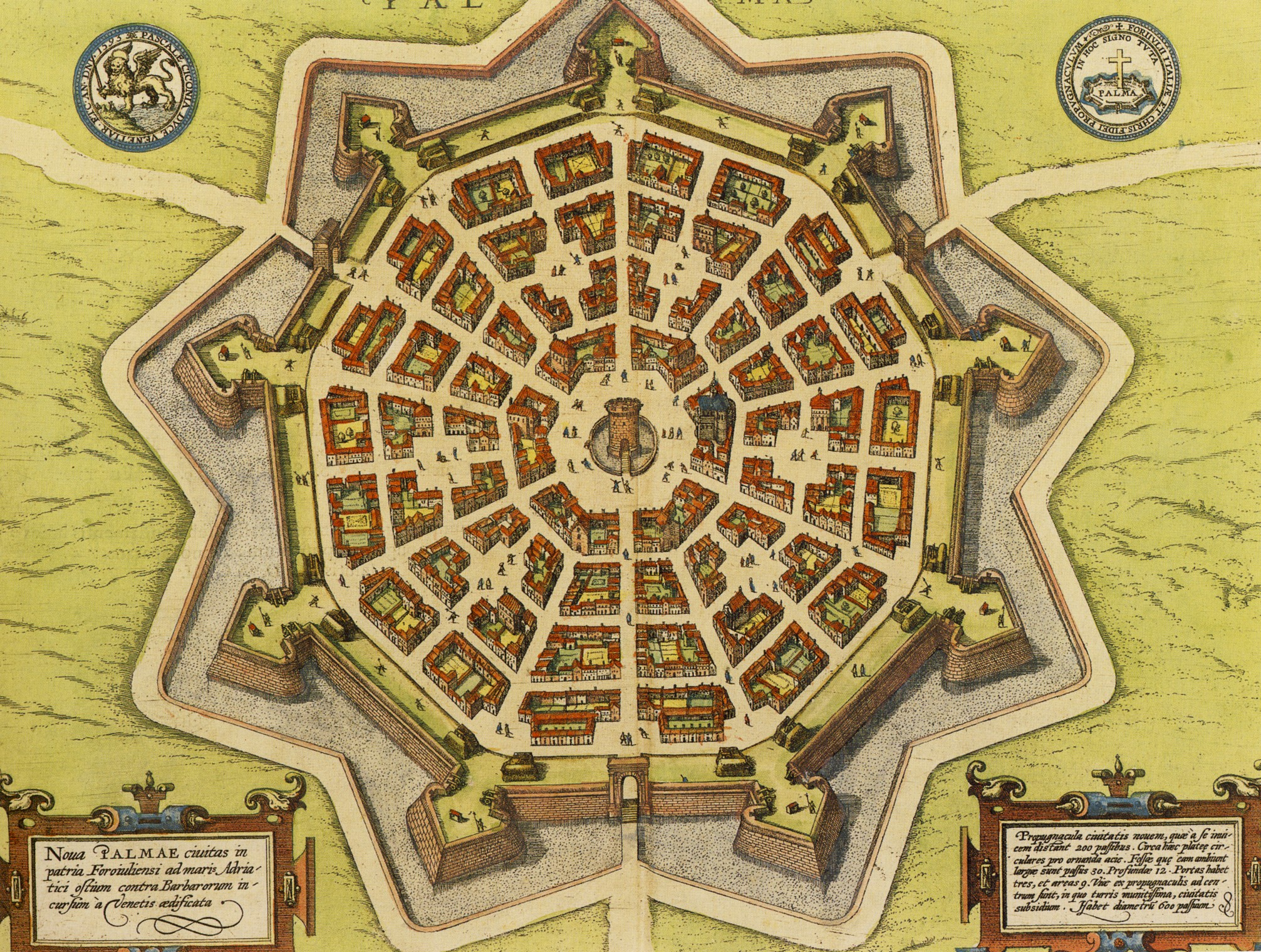
Plan de Palmanova datant de 1593.

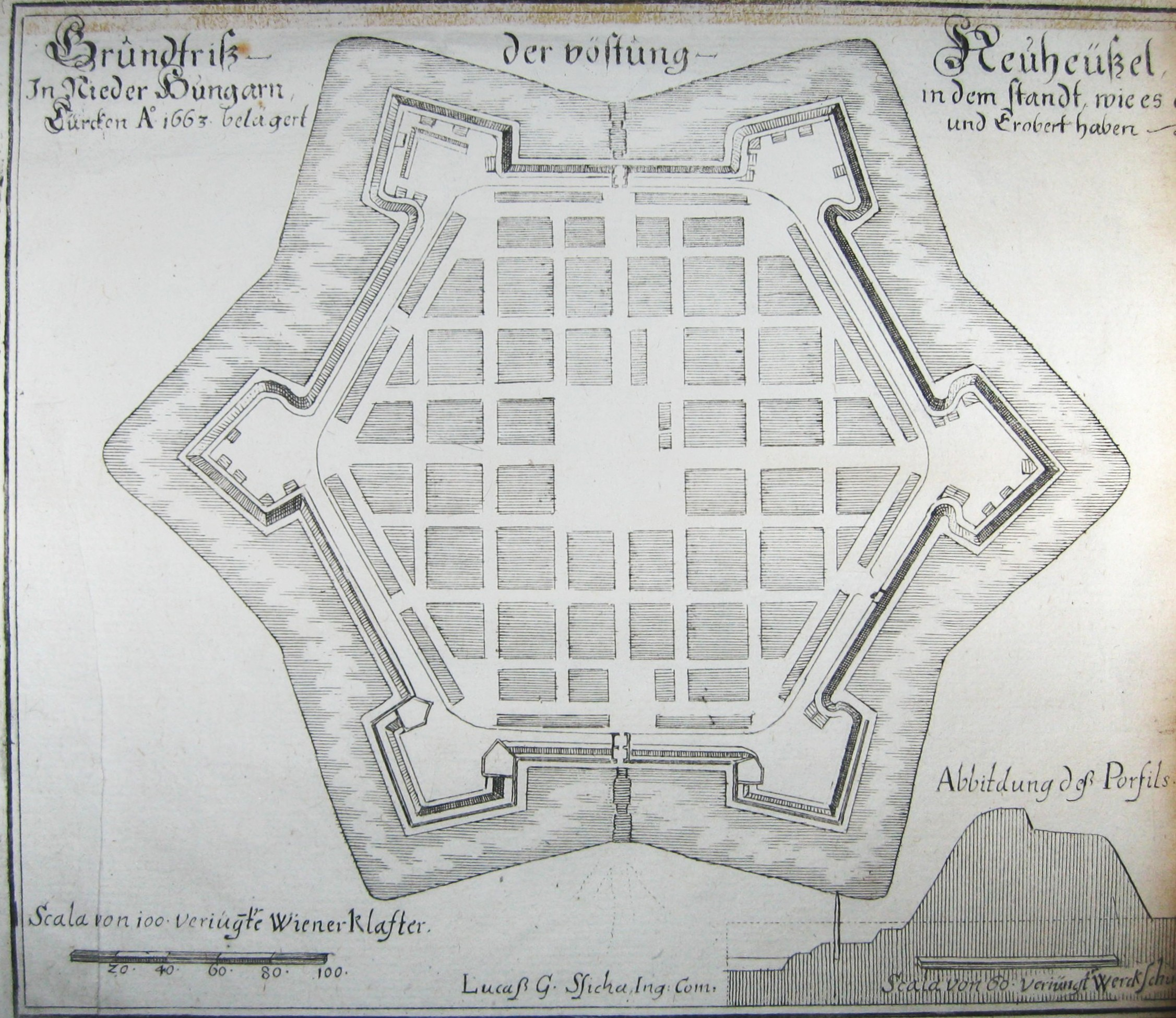
Une cité idéale : plan de Neuhäusel, Basse Hongrie, en 1663 (aujourd'hui Nové Zámky, Slovaquie), levée de 1680.

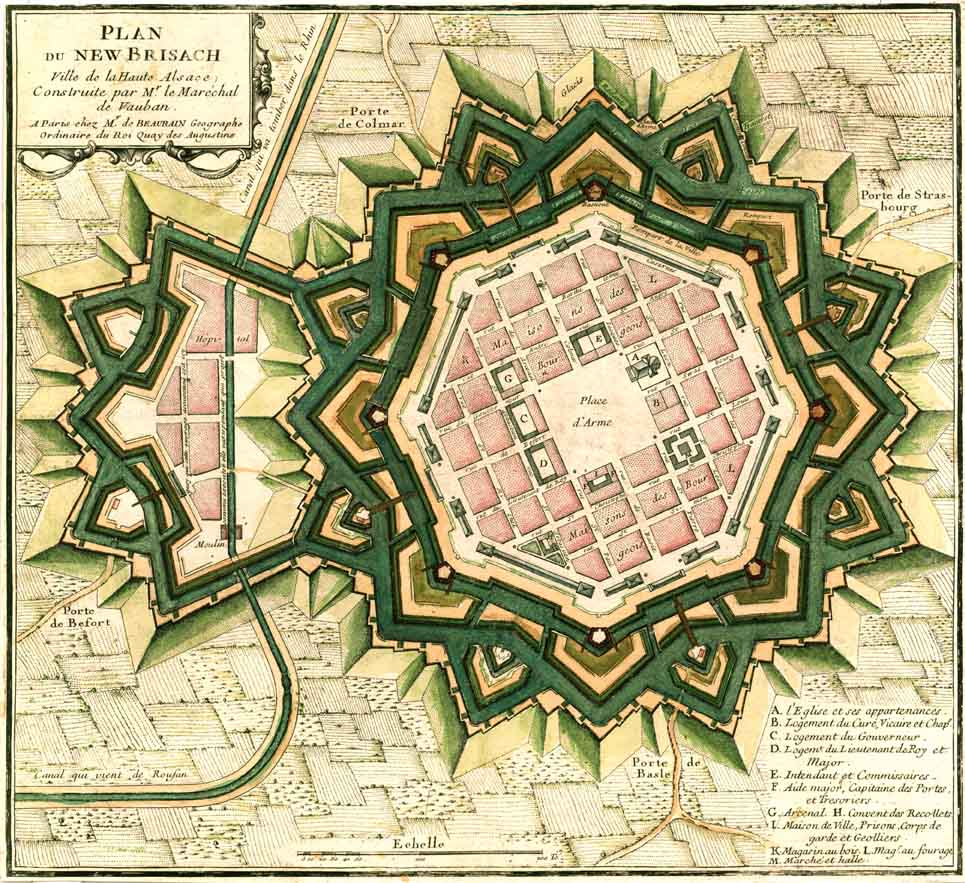
Plan de la citadelle de Neuf-Brisach, commencée en 1699 avec un couronné.

Inconvénient plus sérieux, les formes circulaires des murs et des tours médiévaux, efficaces contre les sapes, laissaient des angles morts à l'assaillant : il n'était pas possible de couvrir une tour depuis un autre point de la même tour. Pour y remédier, on substitua aux anciennes tours rondes et carrées des saillants, les bastions, qui ne laissaient plus aucun espace couvert à l'ennemi. Les tranchées et la géométrie des remparts canalisaient l'assaillant vers un champ de tir méticuleusement conçu pour que l'artillerie puisse balayer toute la zone avec un maximum d'efficacité.
Amélioration plus subtile, le système inaugurait le principe de la défense active. En effet, les murs, plus bas qu'autrefois, étaient aussi plus facilement envahis, et la protection offerte contre les tirs de canon par les courtines disparaissait si l'ennemi parvenait à occuper le talus extérieur du fossé et à y mettre en batterie ses propres canons. On dessina donc la ligne de rempart de façon à maximiser les positions de tir en enfilade (ou « tir de flanc ») contre un adversaire parvenant au pied des murs. Des indentations pratiquées à la base de chaque bastion permettaient d'y loger une batterie : celle-ci bénéficiait d'une visée directe sur la base des remparts adjacents, la pointe du bastion étant elle-même couverte par les batteries des bastions adjacents.
Les place-fortes se métamorphosèrent ainsi en édifices aux contours polygonaux caractéristiques, permettant aux canons de la place de coordonner leurs tirs. Les batteries avancées couvraient les glacis, lesquels protégeaient les ouvrages intérieurs de la citadelle du tir direct. Les canons ne servaient pas seulement à couvrir les remparts des voltigeurs ennemis, mais pouvaient aussi bien faire feu sur les batteries ennemies, et les empêcher de se poster à portée des murailles les plus vulnérables.
La clef du système défensif devint bientôt le contrôle de la ceinture extérieure des fossés entourant la place, qu'on appelait le « chemin couvert ». Les défenseurs pouvaient évoluer avec une certaine sécurité à l'abri des fossés, et pouvaient y entreprendre des ripostes pour conserver le contrôle du glacis, ce large talus découvert et de faible pente qui prolongeait l'extérieur des fossés : il s'agissait de dresser des remblais pour empêcher l'ennemi de prendre position en des points du glacis d'où la muraille serait à portée, ou de creuser des contre-sapes pour intercepter les propres sapes de l'ennemi.
Les citadelles devenaient plus basses et beaucoup plus étendues que les place-fortes médiévales, offrant une défense en profondeur, avec des lignes de défense que l'assaillant devait neutraliser avant de pouvoir poster ses batteries vers les œuvres intérieures.
Les batteries défensives étaient couvertes des tirs de canon ennemis par un feu soutenu depuis les autres bastions, mais elles étaient sans protection depuis l'intérieur de la place, tant pour en rendre l'usage périlleux au cas où l'assaillant parviendrait à s'en emparer, que pour permettre aux fumées de poudre de se dissiper et de libérer le champ de vision des artilleurs.
Les fortifications bastionnées conservèrent leur efficacité aussi longtemps que les assaillants s'en remirent au canon traditionnel, dont la puissance tient à la force d'impact des projectiles. Dans la mesure où l'on ne disposait que d'explosifs noirs comme la poudre à canon, les grenades explosives et les bombes ne pouvaient pratiquement rien contre les maçonneries. Le progrès des mortiers et des explosifs, avec l'accroissement du pouvoir de perforation des obus et l'emploi systématique du tir plongeant provoquèrent l'obsolescence de ce système. La guerre redevint une guerre de mouvement : il fallut cependant plusieurs décennies pour que l'idée de fortification soit réinventée (système Séré de Rivières, ligne Maginot, etc.).
| |
| Le cordon matérialise la magistrale, ligne théorique marquant la séparation entre le parapet (partie vue de la forteresse) et l'escarpe talutée défilée aux vues de l'assaillant (Fort-Carré d'Antibes). |

| |
| Sous Vauban, les places fortes sont imprégnées d'une symbolique de la relation entre la ville et le pouvoir royal. Les portes principales s'inspirent de l'arc de triomphe à une seule arche bordée de pilastres ou de colonnes, surmontée d'un entablement (citadelle de Lille). |

| |
| Les vantaux des portes blindées sont formés de larges planches fixées par un réseau serré de clous forgés à tête en pointe de diamant qui brise le fil des haches (fort de Mont-Louis). |

|                                                 |
| Escalier en pas de souris (fort de Charlemont). |

## Construction
Le coût de construction extrêmement élevé de ce nouveau système incita très tôt les ingénieurs à les adapter aux défenses préexistantes partout où cela était possible : on perçait les murailles médiévales sur la longueur requise, et un fossé était creusé à une certaine distance devant elles. Les déblais ainsi récupérés étaient mis en remblai derrière les murailles pour en faire un massif compact. Si la plupart des fortifications neuves étaient revêtues de briques (ce matériau offrant la meilleure tenue aux tirs d'artillerie), les fortifications adaptées faisaient généralement l'économie de cette précaution, en compensant le défaut de maçonnerie par un complément de terre. L'adaptation pouvait aussi consister à diminuer la hauteur des anciennes tours et à combler leurs pièces de terre pour en faire des appuis compacts.
Il s'avérait aussi souvent nécessaire d'élargir et d'approfondir les douves pour opposer un obstacle plus efficace aux assauts et interdire les manœuvres de sape. Dans les années 1520, les ingénieurs italiens imaginèrent de recourir à des remblais en pente douce appelés glacis, placés vis-à-vis des fossés de façon à masquer entièrement les murs aux tirs d'artillerie. Le principal avantage des glacis fut d'empêcher les canons ennemis de tirer de but en blanc sur les remparts. En effet, plus les artilleurs élevaient la hausse, moins les impacts étaient puissants.
Un exemple de dépense excessive dans la fortification est offert par la ville de Sienne, qui en 1544 fit banqueroute en tentant de financer les travaux.

## Origines
Une des premières réalisations d'un dispositif à la moderne eut pour théâtre Civitavecchia, un port dépendant des États pontificaux, où les remparts d'origine furent arasés et épaissis parce que la pierre éclatait sous les tirs d'artillerie.
Le premier grand siège où parut l'efficacité du nouveau système dit « à l'italienne » fut celui de Pise en 1500, qui mettait aux prises la ville contre une coalition franco-florentine. Les remparts médiévaux commençant à céder sous le feu des canons français, les Pisans élevèrent un remblai en terre en arrière de la brèche. On s'aperçut alors que, non seulement il était facile d'empêcher les assaillants d'escalader le talus du remblai, mais qu'en outre cette butte résistait infiniment mieux aux impacts que les murs de pierre.
Le second siège révélateur fut celui de Padoue en 1509. Giovanni Giocondo, un moine auquel on avait confié le soin de concevoir le système défensif de cette place vénitienne, fit ouvrir les enceintes médiévales et entourer la ville d'un large fossé qu'on pouvait contrôler par des tirs croisés depuis des batteries postées sur des plates-formes avancées de part et d'autre du fossé. Constatant que leurs canons avaient peu d'effet sur ces ouvrages bas, les Français et leurs alliés entreprirent une série d'assauts aussi sanglants que vains, puis durent se replier.

## Efficacité
Malgré les avantages du nouveau dispositif sur les châteaux médiévaux, la plupart des meilleures forteresses pouvaient être conquises en l'espace de six à huit semaines [réf. nécessaire]. Quand Machiavel, écrit dans son « Art de la guerre » (1510) : « Il n'est aucune muraille, quelle que soit son épaisseur, qui ne succombe aux tirs d'artillerie en quelques jours... » il a raison ; mais ce n'est plus vrai 30 ans plus tard à cause de la "forteresse d'artillerie" avec ses murs épais et bas et ses bastions à angle d'après la préface à l'édition française de "La révolution militaire" de Geoffrey Parker.
Pour autant, comme le souligne l'historien britannique Geoffrey Parker, « l'émergence du concept de tracé à l'italienne dans l'Europe de la Renaissance et la difficulté à s'emparer de ces fortifications amenèrent une modification profonde des méthodes de guerre ». Il poursuit : « Les guerres se muèrent en une succession de sièges coûteux, et les batailles rangées devinrent des décisions incongrues sur les théâtres d'opération où les villes étaient fortifiées ». « En fin de compte, conclut-il, la géographie militaire, c'est-à-dire l'existence ou l'absence de tracé à l'italienne dans une certaine région, décidait de la stratégie à suivre... ».